# فستی

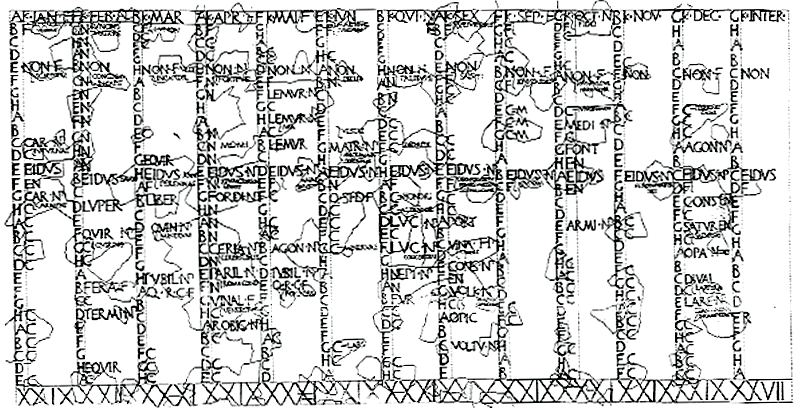
گاه شمار فستی

فستی (انگلیسی: Fasti) در روم باستان، گاه‌شماری یا فهرست‌های مبتنی بر تقویم یا سایر ثبت‌های همزمانی و درزمانی یا برنامه‌های رسمی بودند. رویدادهای مورد تأیید مذهبی پس از سقوط امپراتوری روم غربی، کلمه فستی همچنان برای سوابق مشابه در اروپای مسیحی (شرق یونانی و غرب لاتین) و بعدها فرهنگ غربی استفاده می‌شد.